# Corinna Hasofferett

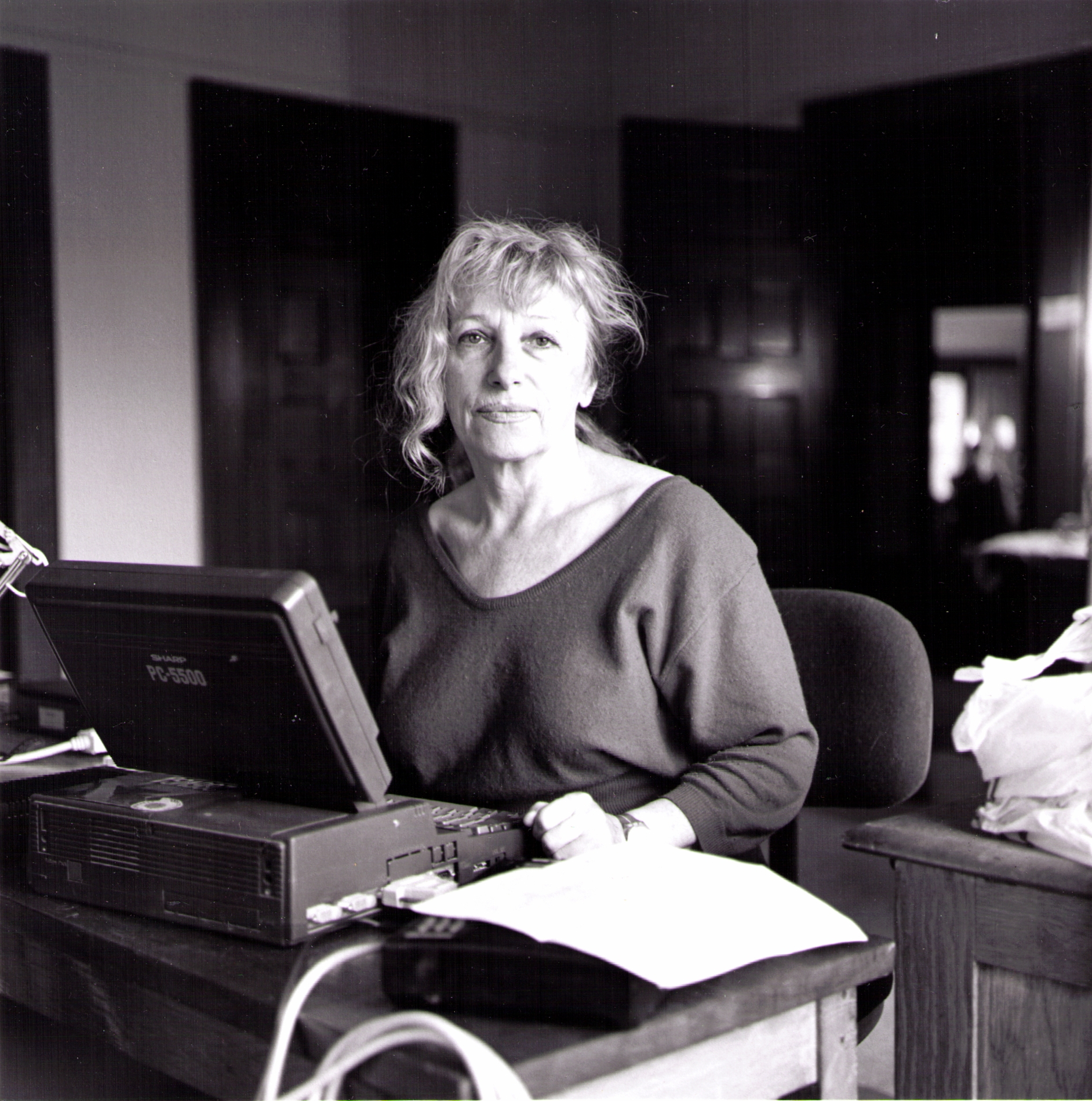
Corinna Hasofferett in der Künstlerkolonie Yaddo in New York 1997

Corinna Hasofferett (hebräisch קוֹרִינָּה הַסּוֹפֶרֶת Qōrīnnah ha-Sōferet), bürgerlich Corinna Bercu (geboren am 22. September 1935 in Tecuci, Rumänien, gestorben am 30. November 2022) war eine israelische Schriftstellerin. Ihre hebräischen Bücher erscheinen unter ihrem Vornamen Corinna, die Übersetzungen in andere Sprachen unter der Bezeichnung Corinna Hasofferett („Corinna, die Schriftstellerin“). Sie lebt in Tel Aviv.

## Leben
Corinna Bercu wurde als Tochter von Lazar und Dorina Bercu in Tecuci, Rumänien, geboren. Ihre Kindheit, der Grundschulbesuch zur Zeit des Holocaust, das Leben der jüdischen Gemeinde in Rumänien und der Neuanfang in Israel sind Themen ihres neunten Buches, einer historisch-literarischen Autobiografie, an der sie von 2008 bis 2018 arbeitete.
Mit 13 Jahren machte sie im Juli 1948 mit ihren Eltern Alija in den neu gegründeten Staat Israel ein. Vorher verbrachte die Familie sechs Monate in britischen Internierungslagern in Britisch-Zypern. In Tel Aviv trat sie dem Jugendbund HaSchomer HaZaʿir bei und wechselte nach zwei Jahren Oberschule zum dortigen Verlag Sifrijjat Poʿalim (הוֹצָאָה סִפְרִיַּת פּוֹעֲלִים), wo sie Anleitung durch den israelischen Dichter und Friedensaktivisten Avraham Shlonsky erhielt.
Von 1953 bis 1957 leistete sie ihren Wehrdienst als Nachal-Soldatin im Kibbuz Karmia im Süden des Landes, danach wechselte sie in den Kibbuz Schoval. 1960 kehrte sie nach Tel Aviv zurück. In den Jahren 1965 bis 1968 holte Corinna Hasofferett das Abitur nach und studierte im Anschluss daran hebräische und englische Literatur an der Universität Tel Aviv.
Danach unterrichtete sie kurze Zeit an einem Gymnasium in Akkon, musste diese Arbeit aber wegen einer Herzoperation aufgeben. (Es folgte später noch eine weitere). 1975 initiierte und leitete sie ein halbes Jahr lang Begegnungen zwischen jungen Akademikern – aus dem jüdischen Ort Schlomi und dem arabischen Ort Tamra – mit jüdischen und arabischen Kunstschaffenden.
Im Jahre 1984 gründete und leitete sie das Israelische Kunstzentrum HILAJ (hebräisch הַמֶּרְכַּז הַיִּשְׂרְאֵלִי לְאָמָּנוּיּוֹת יוֹצְרוֹת Ha-Merkas ha-Jisrəʾelī lə-Åmmanūjjōt Jōzrōt, deutsch ‚Israelisches Zentrum für kreative Künste‘; Akronym הילא״י HILAJ, wobei der Buchstabe „Jud“ (י) je nach Stellung neben Konsonanten oder Vokalen den Lautwert „i“ oder „j“ annimmt) – eine internationale Künstlerkolonie in Galiläa und im Negev, die elf Jahre lang bestand; dieses Projekt musste Corinna wegen erneuter Herzprobleme dann aufgeben. In diesem Zeitraum bevölkerten über vierhundert in- und ausländische Kunstschaffende die Gästewohnungen und leiteten von da aus Hunderte von Kunstprojekten mit dem Ziele, das friedliche Zusammenleben in Israel durch die Künste zu stärken.
Im Jahre 2002 gründete Corinna Hasofferett den Buchverlag HudnaPress, der seinen Namen Hudna trägt, weil es ein ungelöstes Rätsel ist, wann in Nahost endlich eine Hudna, ein dauerhafter Waffenstillstand nach islamischem Recht, eintritt.
- Seit 2002 schrieb Corinna einen vielsprachigen Blog unter der Bezeichnung Blogger.
- Im Juni 2003 begann sie einen hebräischen Blog mit dem Titel Schriftstellerinnen, Verlegerinnen, krempelt die Welt um.
- Corinna postete intensiv auf Facebook sowie in Blogs und Foren, die sie gründete, um für Gerechtigkeit gegenüber Holocaustüberlebenden, Menschenwürde, Frauenrechte und Umweltschutz einzutreten.

Sie war Mutter dreier Kinder: Erga Netz – Dokumentarfilmregisseurin, Lilach Peled – Flamenco-Tänzerin und -Choreografin und Reviel Netz – Dichter und Historiker.
Bei einem Interview mit Noʿam Semel im Fernsehkanal 33 beantwortete sie die Frage „Was ist Ihre Heimat?“ mit „Die Nürnberger Kriegsverbrecherprozesse.“ Bei einem Interview für das Tel Aviver Wochenblatt Haʿir zum Erscheinen ihres Buches Landschaften der Seele sagte sie:

„Ich bin wirklich nicht an Etiketten interessiert. Bei mir gibt es Spiele mit Sprache und Symbolen, die der Leser selbst entdecken kann. Das Leben verläuft für mich nicht rund. Wenn der Leser das entdeckt, wird er geistig angeregt. Literatur ist Entdeckung, kein Füttern mit Häppchen. Ich erzähle nicht, wie meine Heldin morgens aufsteht und Zahnpasta auf die Zahnbürste gibt. Meines Erachtens ist das keine Literatur, sondern Geplapper. Ich kann sowas nicht mal lesen.“

## Auszeichnungen
- 1973: erhielt sie den Preis des Schriftstellerverbands für „Eine Art Antwort“  (Juror Aharon Megged)
- 1979: den Josef Aricha Kurzgeschichtenpreis für „Offenbarung“ (1)
- 1989: den Preis des Schriftstellerverbands für Rosa Seiten (Jury Mosche Schamir[3] und Schlomo Nitzan)
- 2008: den Preis des Chavatzelet Fonds für das monumentale Buch In unbekanntem Land.
- 1994: BCLA (British Comparative Literature Association) First Prize des britischen Professorenverbands für vergleichende Literatur[4] für die englische Ausgabe der Novelle „Offenbarung“,[5] zusammen mit der Übersetzerin Betsy Rosenberg.
- 1996–1998 erhielt sie Aufenthaltsstipendien für die Künstlerkolonien Yaddo, Milay, und Ledig, USA.
- Hinzu kamen Preise und Stipendien vom:
  - Literaturfonds Tel Aviv
  - Fonds des Staatspräsidenten
  - Everett Fonds
  - New Israel Fund.

## Werke (Auswahl)
- Auf der Suche nach meiner Jugend, Übersetzt von Ruth Achlama, Hudna 2018
- Wer hat Micky gesehen. Hudna 2008, ISBN 978-965-7246-04-7, aktualisierte Neuausgabe des 1962 erstmals erschienenen Kinderbuchs
- Krempelt die Welt um. Satire, Hudna 2007, ISBN 965-7246-03-2
- In unbekanntem Land. Vielstimmiger Roman, Hudna 2007, ISBN 965-7246-02-4
- Landschaften der Seele, Prosa, Hudna 2003, ISBN 965-7246-01-6
- Geheimnisse – Eine kleine Trilogie. Hudna 2002, ISBN 965-7246-00-8
- Rosa Seiten – Erzählungen, Zmora-Bitan-Modan und Schriftstellerverband 1987.
- Eine Art Antwort – Lyrische Prosa, Massada und Schriftstellerverband 1973.
- Wer hat Micky gesehen –  Kinderbuch, Daʿat 1962.

## Themen einiger Bücher von Corinna Hasofferett
- Eine Art Antwort (1973) – zwei Frauen im Schutzraum während des Sechstagekriegs. Die Heldin des Buchs, Annie, lässt in einem Monolog Erinnerungen aus ihrem Leben aufsteigen – im Geist dessen, was Martin Buber in Die Erzählungen der Chassidim berichtet: „Rabbi Elimelech pflegte zu sagen, der Mensch müsse in der Umkehr hinter jede Sünde zurückgehen zu der, die sie nach sich zog, und so weiter bis zur ersten und auch für diese noch Buße tun. Er selber hat dafür Buße getan, dass er als Säugling die Brüste seiner Mutter mit Füßen trat.“
- Geheimnisse – Eine kleine Trilogie (2002) – Prosa in zusammenhängenden Erzählungen: Das Prisma ist hier Anna, eine jüdische Israelin. Die letzte Novelle, „Offenbarung“, enthält das Tagebuch von Yuar, einer palästinensischen Israelin. Diese Novelle errang den ersten Platz beim Aricha-Kurzgeschichtenpreis 1978[6].
- Landschaften der Seele – als wir Kinder waren (2003): Der Mythos von der Kindheit als Paradies. Eine literarische Collage aus Gesprächen mit Schriftstellerinnen aus aller Welt über Seelenlandschaften und über den Namen und seine Bedeutungen. Die Teilnehmerinnen waren: die in London geborene israelische Dichterin Karen Alkalay-Gut; die ägyptische Kinderbuchschriftstellerin Niam elBaz; die palästinensische Dichterin Anisah Darwish; die österreichische Schriftstellerin Barbara Frischmuth; die im Libanon geborene französische Dichterin Venus Khoury-Gatta; die in Französisch-Algerien als Tochter von Pieds-noirs geborene französische Dichterin Michelle Grangaud; die finnische Schriftstellerin Leena Lander; die italienische Schriftstellerin Dacia Maraini; die belgische Schriftstellerin Amélie Nothomb; die in Tunesien geborene französische Schriftstellerin Amina Said; die dänische Schriftstellerin Hanne Marie Svendson; die russische Schriftstellerin Svetlana Vasilenko, geboren in einer geheimen Ortschaft, wo sie in der Nachbarschaft von Astronauten und Atombomben aufwuchs; die französische Schriftstellerin Leïla Sebbar, Tochter eines muslimischen Vaters und einer nichtmuslimischen Mutter, geboren und aufgewachsen in Französisch-Algerien vor und während der Revolution; und die in Holland geborene Schriftstellerin Marion Bloem, Tochter einer indonesischen Familie, die die Narben langer Diskrimination trägt.
- In unbekanntem Land – Vielstimmiger Roman (2007) – ein Mosaik von Stimmen, die die ersten formativen Jahre des Staates Israel aufleben lassen, Bilder eines Landes, dessen Geheimnisse wenige teilten, in geschlossenen Gruppen, die Schweigen gelobt hatten. Das Buch beginnt mit der Suche nach Spuren, die zwei Neunzehnjährige in der Erinnerung vieler Personen hinterlassen haben: Amnon Avokai von den Fallschirmjägern und Eli Grünfeld von der Kämpfenden Pionierjugend (Nachal), zwei Freunde vom Jugendbund HaSchamor haZaʿir in der Gruppe Tel Aviv, die zusammen mit der Gruppe Einwanderer im Jaffa, der die Verfasserin angehörte, jener Siedlungsgruppe zugeordnet wurden, die den Kibbuz Karmia[7] an der Grenze zum Gazastreifen ergänzen sollte. Amnon fiel beim Angriff auf die ägyptischen Befestigungen in Kuntilla, im Oktober 1955. Eli fiel beim Angriff auf die jordanische Polizeistation in Qalqiliya.
- Krempelt die Welt um / Der Blog (2008) – eine sozialpolitische Satire. Der Blog verfolgt die brodelnde israelische Realität. Ein Kaleidoskop von Meinungen und Anmerkungen, illustriert von dem in Israel geborenen kanadischen Künstler Yonatan Amitay. Orale Geschichte.
- Wer hat Micky gesehen (2008), aktualisierte Neuausgabe des 1962 erstmals erschienenen Kinderbuchs – ein kleines Mädchen namens Erga geht aus dem Haus, um einen abhandengekommenen Schatz zu suchen, den Welpen Micky. Ein Wundertässchen ist bereit, Erga zu helfen. Auf dem Kibbuz-Gelände und bei den benachbarten Beduinen jenseits der Straße trifft sie auf die Welt der Lebewesen und der Gegenstände, auf Bekanntes und Anderes, bis sie andeutungsweise zu Tolstois Geschichte von dem Ort gelangt, wo der Schatz auf sie gewartet hat. Vermittelt werden der Respekt vor andersartigen Mitmenschen und die Liebe zur Natur.

## Ehrungen
Die Schriftstellerin Corinna erhielt den Aricha-Preis, Maʿariv, 5. Januar 1979.